# 静岡県道240号御前崎堀野新田線

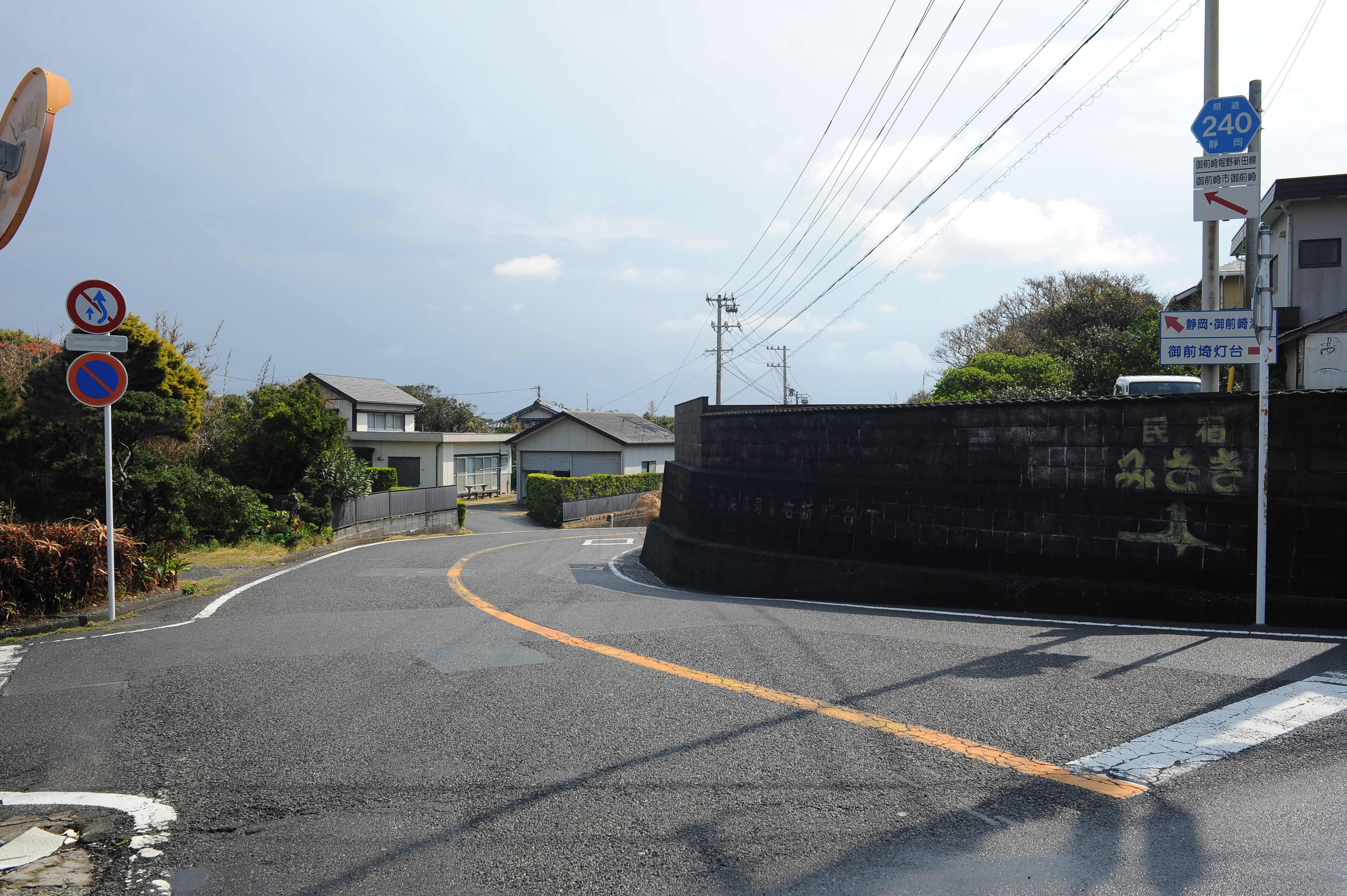
御前崎市御前崎

静岡県道240号御前崎堀野新田線（しずおかけんどう240ごう おまえざきほりのしんでんせん）は、静岡県御前崎市、牧之原市を通る道路（県道）である。

## 概要

### 路線データ
- 陸上距離：7.8km
- 起点：御前崎市御前崎（静岡県道357号佐倉御前崎港線交点）
- 終点：牧之原市堀野新田（静岡県道372号大東相良線交点）

## 重複区間
なし

## 通過する自治体
- 静岡県
  - 御前崎市 - 牧之原市

## 接続路線
- 静岡県道357号佐倉御前崎港線
- 静岡県道241号薄原地頭方線
- 国道150号
- 静岡県道372号大東相良線